# Словарь достопамятных людей Русской земли

Заглавная страница «Словаря достопамятных людей Русской земли» Д. Н. Бантыш-Каменского. 1836 г.

Словарь достопамятных людей Русской земли — биографический справочник, составленный Дмитрием Николаевичем Бантыш-Каменским.
Содержит 630 биографий с указанием «достопамятных людей». Основное место отведено военным и церковным деятелям, любимцам царей. При составлении словаря Бантыш-Каменский использовал многочисленные архивные материалы, фамильные документы и устные предания.
В 5 ч. Москва, 1836 (с дополнениями он был переиздан в трёх частях в Петербурге в 1847 г.).
Замысел знаменитого памятника российской историографии, над которым Д. Н. Бантыш-Каменский работал более двадцати лет, возник на волне интереса к русской истории, вызванной появлением «Истории государства Российского» Н. М. Карамзина. Многие из подобных словарей, выходившие позже, в том числе известный «Русский биографический словарь», имеют в своей основе биографии, когда-то составленные Д. Н. Бантыш-Каменским.
«Словарь достопамятных людей Русской земли» включил расширенные биографии 630 видных государственных деятелей, представителей Русской Православной Церкви, военачальников, флотоводцев, учёных, врачей, писателей, поэтов, композиторов, художников, деятелей сцены, зодчих и многих других. Замечательно то, что в ряде случаев автор хотел дать не просто биографии, а своего рода литературные портреты. Важно и то, как Бантыш-Каменский оценивал современные ему исторические события, прежде всего Отечественную войну 1812 года, и как передавал впечатления о личных встречах с современниками, героями биографий.
Источники, которыми пользовался Д. Н. Бантыш-Каменский при составлении жизнеописаний, весьма разнообразны. Это государственные и фамильные архивы (Н. Н. Бантыш-Каменского, академика Г. Ф. Миллера), неопубликованные записки современников, периодические издания, печатные труды историков и просто устные «рассказы достоверных особ».
«Словарь достопамятных людей Русской земли» — уникальный труд, созданный усилиями одного человека и представивший историю России в лицах, — до сих пор не утратил своего справочного значения.